# Gvelfi i gibelini
Gvelfi i  Gibelini bile su dvije suprotstavljene frakcije talijanske politike u 12. st. - 13. stoljeću u središnjoj i sjevernoj Italiji.
Formiranje tih prvih političkih stranaka počelo je u 11. stoljeću za vrijeme borbe za investituru, gvelfi su podržavali pape a gibelini cara Svetog Rimskog Carstva.

## Povijest

### Porijeklo
Gvelfi je talijanski izgovor za velikašku obitelj bavarskih kneževa - Welfa. Welfi imaju obiteljsku sagu o podrijetlu tog imena, koje je navodno nastalo kao borbeni poklič za vrijeme bitke kod Weinsberga 1140. godine, sa svojim velikim rivalima velikaškom švapskom obitelji Hohenstaufeni (kojima je na čelu bio Konrad III.) koji su pak se služili imenom ime dvorca Waiblingena, kao svoj borbeni poklič. Waiblingen se onda zvao i izgovarao nešto poput Wibellingen, što je poslije postalo u talijanskom jeziku ghibellino (čit. gibelino). Imena su se najvjerojatnije počela upotrebljavati u Italiji za vrijeme vladavine Fridrika I. Barbarosse. Tada je Fridrik I. organizirao pohod na Italiju, nastojeći proširiti svoju carsku vlast i tamo, njegove pristaše vremenom su postale poznate kao gibelini. 
Lombardski savez i njegovi saveznici, ustali su u obrani slobode gradova komuna protiv 
carskog prisezanja, oni su kasnije postali poznati kao gvelfi. Lombardski savez pobijedio je Fridrika I. u bitci kod Legnana 1176. godine. Nakon tog poraza Fridrik I. priznao je punu autonomiju gradova Lombardskog saveza, ali pod njegovom nominalnom vlašću.
Podjela između dva suprotstavljena tabora - gvelfa i gibelina postala je potpuno 
definirana tijekom vladavine Fridrik I. Barbarosse (12. stoljeće). Gibelini su bili carska stranka, dok su gvelfi podupirali pape. Općenito govoreći, gvelfi su svoje pristaše obično pronalazi iz bogatih trgovačkih obitelji, dok su gibelini bili uglavnom pripadnici feudalnih obitelji čije se bogatstvo temeljilo na vlasništvu nad poljodjelskim gospodarstvima. Gradovi pod utjecajem gvelfa, bili su u onim područjima gdje je car bio veća prijetnja lokalnim interesima od pape. Gibelinski gradovi obično su bili u područjima gdje je proširenje Papinske države bilo više nego neposredna opasnost. Manji gradovi obično bi bili gibelinski ako bi veći grad u neposrednoj blizini bio gvelfski, recimo poput primjera Firence (koja je bila pod vlašću Gvelfa) i Siene (koja je bila gibelinska), oni su se i borili - Bitci kod Montapertija, 1260. Pisa je bila čvrsto gibelinsko uporište, kao opreka svojim žestokim takmacima, gvelfskim gradovima: Genovi i Firenzi. Sklonost jednoj ili drugoj stranci, često je bila motivirana lokalnim ili regionalnim političkim razlozima. Unutar gradova frakcijska borba vodila se od ceha do ceha, tako da su gradovi lako mijenjali strane nakon unutarnjih prevrata. Štoviše, ponekad su tradicionalni gibelinski gradovi postali saveznici papa, dok su pak gvelfski gradovi bili kažnjavani papinskim zabranama. 
Treba naglasiti da suvremenici nisu rabili imena gvelfa i gibelina baš previše sve do oko 1250. godine, a i onda se to odnosilo najviše na Toskanu (gdje su ti nazivi nastali), u drugim dijelovima bili su u optjecaju imena poput - crkvena stranka i carska stranka.

### 13. st.-14. stoljeće
Na početku 13. st., Filip Švapski - Hohenstaufen i Oton IV. od Brunswicka - Welf bili su suparnici za carsko prijestolje. Filipa su podupirali gibelini jer je bio rođak Fridrik I., dok su Otona IV. podupirali gvelfi. Filipov nasljednik - Fridrik II. je bio neprijateljem kako Otona IV. tako i papinstva, a za vrijeme vladavine Fridrika II. Gvelfi su postali još više vezani uz Papinstvo dok su gibelini postali pristalicama Carstva, a Fridrika II. posebno. Fridrik II. je također bio inicijatorom podjele križarskih država u Siriji tijekom Šestog križarskog rata.
Nakon smrti Fridrika II. 1250. gibelini su podupirali Konrada IV., a poslije Manfreda Sicilijanskog, dok su gvelfi podupirali Karla I. Anžuvinskog (Karlo I. Napuljski). Sienski gibelini nanijeli su ozbiljan poraz firentinskim gvelfima u bitci kod Montapertia (1260). Nakon što je obitelj Hohenstaufena izgubila carski tron kada je Karlo I. Anžuvinski pogubio Konradina (Konrad V.) 1268., ime gvelf i gibelin počelo se više vezivati s pojedinim obiteljima i gradovima, negoli s borbama između carstva i papinstva. U tom razdoblju uporište talijanskih gibelina je grad Forlì, u pokrajini Romagni. Taj grad je ostao uporištem gibelina, najviše zato što je na taj način čuvao svoju neovisnost, iako je nominalno Forlì bio dio Papinske Države. Tijekom stoljeća, brojni pape su mnogo puta pokušavali staviti pod svoju kontrolu grad Forlì, ponekad nasilno ponekad laskanjem i umiljavanjem.
Podjela između gvelfa i gibelina bila je posebno važna u Firenci, tu su obje 
strane često nasrtale jedna protiv druge i otimale si vlast. U osnovi dvije strane sada su se 
borile,- protiv njemačkih utjecaja (gvelfi), ili protiv trenutačne moći pape (gibelini). 
U Firenci, a i drugdje među gvelfima su obično bili trgovci i građanstvo, dok su gibelinima bili skloni plemići. Stranačka pripadnost razvila je i neobične običaje, poput nošenja ukrasnog pera na određenoj strani svojeg šešira, ili rezanja voća na poseban način, prema stanačkoj pripadnosti (to je Jonathan Swift persiflirao u svojoj noveli o Liliputu, tvrdeći da se ondje stranke razlikuju po tome s kojeg kraja otvaraju meko kuhano jaje, a ciljajući na englesketorijevce i vigovce).
Nakon što su gvelfi konačno porazili gibeline 1289. kod Campaldina i Caprona, izbile
su borbe među samim gvelfima. Do 1300. godine Firenca je bila podijeljena na 
crne gvelfe i bijele gvelfe. Crni su i nadalje podupirali pape, a bijeli su bili protiv papinskog utjecaja, posebno protiv pape Bonifacija VIII. Dante je bio pristalica bijelih gvelfa, tako da je 1302. godine bio prognan kad su crni gvelfi preuzeli vlast u Firenci. Čak i oni koji nisu bili povezani ni s jednom stranom, ni s gvelfima ni s gibelinima, ipak su bili pogođeni promjenom vlasti u svojim gradovima. Caru Henriku VII. gadili su se pripadnici obiju stranaka, za vrijeme njegova posjete Italiji 1310. godine, 1334. godine pape Benedikt XII. zaprijetio je ekskomunikacijom svakom onome tko bi se koristio nazivima bijeli - crni.

### Kasnija povijest
U Milanu, gvelfi i gibelini surađivali su u stvaranju Ambrozijanske Republike 1447. godine, no ubrzo nakon toga su se uvelike sporili. Nakon početne vlasti gibelina, gvelfi su preuzeli vlast na izborima za Kapetana i Branitelje slobode u Milanu. 
Gvelfska vlada postala je izrazito autokratska, što je dovolo do gibelinske urote na čelu s 
Giorgiom Lampugninom i Teodorom Bossijem. Urota nije uspjela, a mnogi gibelini su 
nakon toga masakrirani, a ostali su morali pobjeći, uključujući i uglednog gibelina 
Borromea Vitaliana, koji je našao sigurno sklonište u svojem rodnom kraju Aroni. Nakon 
toga javno mnijenje se okrenulo protiv gvelfa, tako da su već na sljedećim izborima gibelini 
nakratko pobijedili, ali su ubrzo zbačeni nakon što su zatvorili gvelfske čelnike Giovannija 
Appianija i Giovannija Ossona. Nakon što je Francesco Sforza osvojio Milano 
1450. godine, mnogi gibelini koji su bili pobjegli iz grada, poput Filippa Boromejskog i Luisina Bossija, vraćeni su na svoje položaje u Milanu.
U 15. stoljeću gvelfi podupiru Karla VIII., kralja Francuske za vrijeme njegove invazije Italije na početku talijanskih ratova, dok su gibelini bili pristaše cara Maksimilijana I. Gradovi i obitelji rabili su imena gvelfi i gibelini sve dok car Karlo V. nije uspostavio čvrstu carsku vlast u Italiji 1529. godine.

## Savezništa u najvećim talijanskim gradovima
| Najveći gradovi pod vlašću Gibelina                               | Najveći gradovi pod vlašću Gvelfa                         | Gradovi s promjenljivom vlašću                                                    |
| ----------------------------------------------------------------- | --------------------------------------------------------- | --------------------------------------------------------------------------------- |
| Arezzo Cremona Forli Modena Osimo Pisa Pistoia Siena Spoleto Todi | Bologna Brescia Crema Genova Lodi Mantova Orvieto Perugia | Bergamo Ferrara Firenca Lucca Milano Padova Parma Piacenza Treviso Verona Vicenza |

## Vanjske poveznice
- Gvelfi i Gibelini
- Niccolo Machiavelli Povijest Firence  Arhivirana inačica izvorne stranice od 13. listopada 2016. (Wayback Machine) (engl.), (tal.)
- Svijet Dantea Alighieria multimedijski portal o svijetu Dantea (engl.), (tal.)